# Baeyer-Villiger-reactie
De Baeyer-Villiger-reactie (vaak aangeduid als de Baeyer-Villiger-oxidatie) is een reactie waarbij uit een keton of een aldehyde een ester kan bereid worden: 

## Reactieomstandigheden
Bij deze omleggingsreactie vindt als het ware een insertie van een zuurstofatoom plaats. De reactie kan worden uitgevoerd met peroxycarbonzuren (zoals 3-chloorperoxybenzoëzuur of trifluorperazijnzuur) en wordt door een zuur of zuur zout gekatalyseerd. Ook kan waterstofperoxide gebruikt worden. Dit is veiliger dan de explosievere peroxycarbonzuren.

## Reactiemechanisme
De reactie start met de vorming van een peroxide door nucleofiele additie aan de carbonylgroep van het substraat. Daarop treedt migratie op van een bepaalde groep, waarbij een carboxylaat als leaving group optreedt. Het gevormde intermediaire hemi-acetaal wordt door een zuur-gekatalyseerd proces omgezet tot de ester:
De migratie van de koolstoffen aan de carbonylverbinding vindt plaats in een bepaalde volgorde: tertiaire centra migreren het snelst en methylgroepen het traagst. Vaak wordt de reactie gebruikt om van een cyclisch keton een lacton te maken. De reactie met alfa-diketonen leidt tot de vorming van anhydriden.